# Кјудуно
Кјудуно (итал. Chiuduno) је насеље у Италији у округу Бергамо, региону Ломбардија.
Према процени из 2011. у насељу је живело 5434 становника. Насеље се налази на надморској висини од 216 м.

## Становништво
| 1936. | 1951. | 1961. | 1971. | 1981. | 1991. | 2001. | 2011. |
| ----- | ----- | ----- | ----- | ----- | ----- | ----- | ----- |
| 2.977 | 3.261 | 3.433 | 3.792 | 4.442 | 4.466 | 5.051 | 5.852 |